# オゾン前駆体

オゾン前駆体（オゾンぜんくたい）とは、前駆体の一種で、太陽光の存在下で化学反応を起こし、地上オゾンの生成に寄与する物質である。

## 解説
主なオゾン前駆体は、窒素酸化物（NOx）と揮発性有機化合物（VOC）の2つである。
その他のオゾン前駆体には、一酸化炭素、メタン、その他のVOCが含まれる。これらの物質は、地上オゾンの生成の90%以上を担っている。
オゾン前駆物質は、大気中に直接放出されることはないが、輸送、工業プロセス、溶剤や消費者製品の使用などの人間活動によって生成される。
オゾン前駆体の削減は、地上レベルのオゾン汚染を削減するための重要な戦略である。